# توره اگر

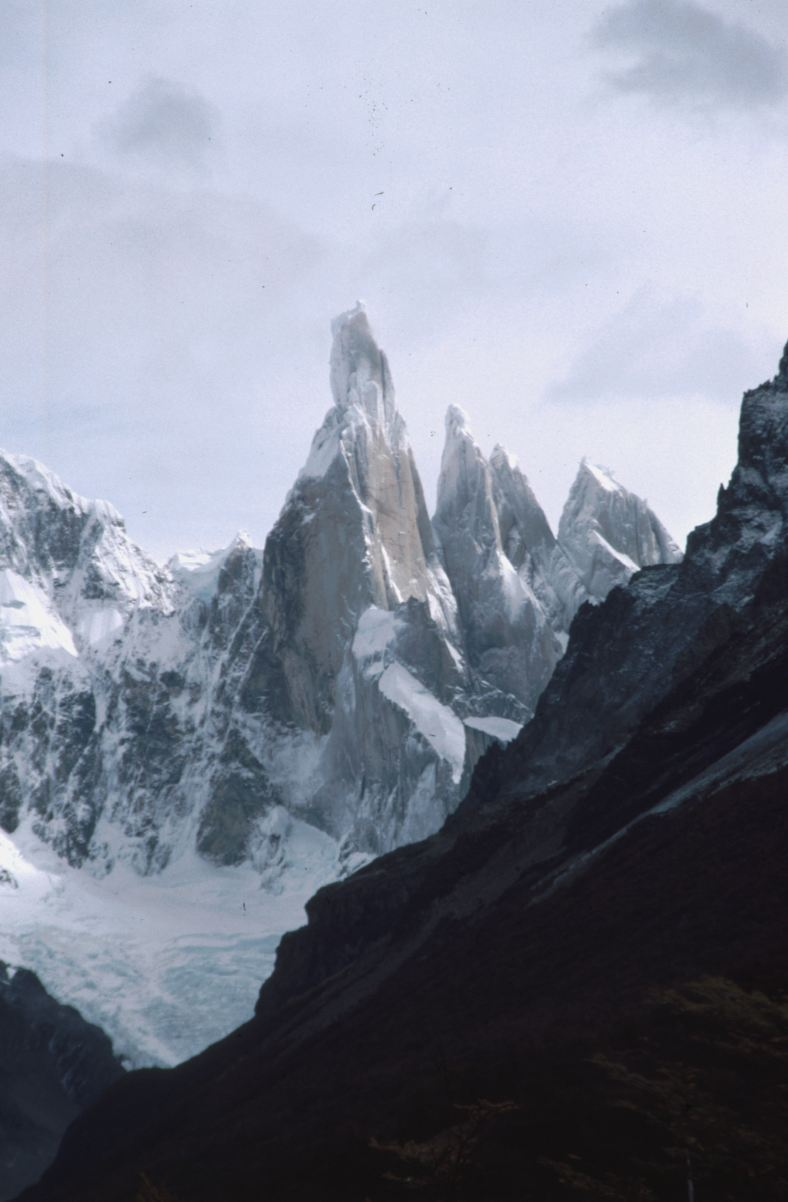
توره اگر، آرژانتین

توره اگر (به اسپانیایی: Torre Egger) یک کوه در آرژانتین است که در بخش لاگو آرژانتینو واقع شده‌است. توره اگر ۲٬۶۸۵ متر بالاتر از سطح دریا واقع شده‌است.